# Inaba Masatake
Inaba Masatake est un nom japonais traditionnel ; le nom de famille (ou le nom d'école), Inaba , précède donc le prénom (ou le nom d'artiste).
Inaba Masatake (稲葉 正武, 2 juin 1769-3 août 1840) est un daimyō du domaine de Tateyama à la fin de l'époque d'Edo de l'histoire du Japon.

## Biographie
Inaba Masatake est le 4e fils d'Inaba Masaaki, précédent daimyō du domaine de Tateyama. À la mort de son frère aîné, Inaba Masanori en 1788, il est nommé héritier. Il devient chef du clan Tateyama Inaba et daimyō de Tateyama lors de la retraite forcée de son père l'année suivante. Il est connu pour avoir achevé le jin'ya de Tateyama, résidence fortifiée située à côté du site du château de Tateyama, qui devient le siège du clan Tateyama Inaba jusqu'à la restauration de Meiji.
Inaba Masatake est marié à une fille de Tanuma Okitomo, daimyō du domaine de Sagara dans la province de Suruga. Il se retire de la vie publique en 1812 et transmet le domaine de Tateyama à son fils, Inaba Masamori.

## Source de la traduction
- (en) Cet article est partiellement ou en totalité issu de l’article de Wikipédia en anglais intitulé « Inaba Masatake » (voir la liste des auteurs).